# Gaichelgraben
Der Gaichelgraben ist ein unter 5 km langer Bach im Gemeindegebiet von Hemmingen im baden-württembergischen Landkreis Ludwigsburg, der nach östlichem Lauf an der Hagmühle in die Glems mündet.

## Geographie

### Verlauf
Der Gaichelgraben setzt etwa 1,8 km westlich der Siedlungsgrenze von Hemmingen im Gewann Rohr an einem von Süden nach Norden laufenden Feldweg auf etwa 347 m ü. NHN ein und zieht recht gerade durch eine weitgehend ausgeräumte Ackerlandschaft nach Osten. Nach etwas über einem halben Kilometer mündet ohne offenen Lauf von rechts und Südwesten gegenüber den Spitzenhöfen am linken Hang der Grabenabfluss der Rohrhofquelle im Feldgehölz Sauerwiesen zu, die nahe dem genannten Feldweg entspringt. Danach steht am bisher völlig kahlen Gaichelgraben auf den nächsten 150 Metern zwischen zwei Feldwegquerungen eine Baumreihe, die danach abrupt wieder abbricht. Nach der nächsten Wegquerung  zwischen den Seehöfen am linken und den näheren Rohrhöfen am rechten Hang läuft der Graben der Kontur eines winzigen Gehölzes folgend kurz nordwestlich und zieht dann weiter im Gewann See in seiner alten Richtung. Dort stehen vereinzelt wieder Bäume und Sträucher am Lauf. Eine ältere Karte zeigt bis zur auf einer Aufschüttung den Flusslauf querenden Straße Seedamm linksseits des heutigen Laufes einige Entwässerungsgräben, die wohl einen früher hinter dem Damm liegenden See trockenlegen sollten, von welchen heute aber nichts mehr sichtbar ist.
Nach dem Seedamm grenzt ans rechte Ufer ein Schreber- und Kleingartengelände, das von der Strohgäubahn durchschnitten wird, die anschließend dicht dem linken Ufer folgt. Wenig danach tritt der Bach verdolt in die Siedlungsfläche Hemmingens ein und passiert darin den alten Ortskern an dessen Nordseite. Danach läuft der Bach in den Gartenanlagen des Schlosses Hemmingen wieder etwa einen halben Kilometer lang offen und unter Bäumen. Nach der das Gelände begrenzenden Schwieberdinger Straße (L 1140) verlässt der Bach bald das Gewerbegebiet am Nordostrand Hemmingens und läuft wieder als offener Graben.
Dort beginnt die stärkere Eintiefung der bisher recht weiten Talmulde zu einer für den Muschelkalk der Region typischen Klinge, die nun südostwärts läuft. Die vor allem am linken Hang mit Baumgrundstücken bedeckten Talflanken zeigen Reste alter Trockenmauern, unter denen der Bach in recht geradem Lauf mit einer lockeren Baumfolge am Ufer dahinzieht. Im unteren, sich wieder eher nach Osten wendenden Talabschnitt ist der Baumbewuchs links oben zu einem kleinen Hangwäldchen zusammengewachsen.
An der Erschließungsstraße zu dieser endet am Übergang in den Glemstalgrund gegenüber der Hagmühle der offene Lauf. Bis zu einer Hochwasserschutzmaßnahme im Jahr 2008 unterquerte der Graben dort den Mühlweg, um dann in einem offenen, etwa 50 Meter langen letzten Laufabschnitt senkrecht zum Oberwasser des Mühlkanals links der Glems auf etwas unter 265 m ü. NHN  zuzulaufen. Seitdem bleibt der Unterlauf unterirdisch, sodass dieser jetzt weiter Flussabwärts im spitzen Winkel zum Unterwasser des Kanals auf etwas über 260 m ü. NHN mündet, der selbst weitere 50 Meter abwärts in die Glems zurückfließt; gegenüber liegt die Ruine Nippenburg auf einem von einer Schlinge der Glems eben umflossenen westlichen Talsporn.
Der Gaichelgraben mündet nach 4,6 km langem Lauf mit mittlerem Sohlgefälle von etwa 19 ‰ rund 87 Höhenmeter unterhalb seines Grabenbeginns.

### Einzugsgebiet
Der Gaichelgraben hat ein 6,5 km² großes Einzugsgebiet, das naturräumlich gesehen Teil des Unterraums Glems-Strudelbach-Platte des Südwestlichen Neckarbeckens ist. Die mit etwa 387 m ü. NHN größte Höhe erreicht es an seiner nordwestlichen Ecke nahe an einem Wasserreservoir auf einem Flurhügel wenig südöstlich von Eberdingen-Hochdorf. Auf weniger als einem Quadratkilometer der Gesamtfläche steht Wald, dieser liegt überwiegend am Nordwest- und Westrand. Die übrige nicht besiedelte Fläche steht fast ausschließlich unterm Pflug, ausgenommen allein der Untertaleinschnitt mit seinen baumreichen Hangwiesen. Die offene Flur auf der weit überwiegenden Hochfläche ist kaum durch andere Landschaftselemente gegliedert, die rund anderthalb Quadratkilometer umfassende Siedlungsfläche Hemmingen ist in allen Richtungen weit über den alten Ortskern hinausgewachsen und geht deshalb ohne Weichbild in die umgebenden Ackerflächen über.
Außer Hemmingen am Mittellauf und der Hagmühle an der Mündung liegen keine weiteren Siedlungsplätze direkt am Lauf. In Abstand von ihm stehen noch die Aussiedlerhofgruppen Spitzenhöfe und Seehöfe linksseits und Rohrhöfe rechtsseits des Oberlaufs und Haldenhöfe auf dem Kamm linksseits der Untertals. Der überwiegende Teil des Einzugsgebietes mit allen Siedlungsplätzen gehört zur Gemeinde Hemmingen, ein knapp einen Quadratkilometer großer Streifen am Nordwestrand zur Teilgemarkung Hochdorf der Gemeinde Eberdingen, ein winziger Zwickel am Südwestrand zur Stadtteilgemarkung Heimerdingen von Ditzingen.
Reihum grenzen die Einzugsgebiete folgender Nachbargewässer an das des Gaichelgrabens:
- Im Norden fließt dessen Oberlauf Wiesengraben über den Klingengraben ein gutes Stück abwärts in die Glems;
- im Nordosten zieht parallel zum Untertal des Gaichelgrabens der Wannengraben weniger weit abwärts zur Glems;
- den Abfluss zur anderen Seite im Süden nimmt der aufwärtige Glems-Zufluss Döbach auf, der meist über seinen linken Zulauf Böhnlachgraben konkurriert;
- im Westen zieht der bedeutendere Strudelbach nordwärts zur Enz, die erst nach ihm die Glems aufnimmt.

### Zuflüsse und Seen
- (Abfluss der Rohrhofquelle), von rechts und Südwesten auf etwa 439 m ü. NHN[LUBW 1] südlich der am linken Hang stehenden Spitzenhöfe, 0,6 km[LUBW 3] und ca. 0,5 km².[LUBW 5] Der Graben setzt auf etwa 451 m ü. NHN[LUBW 1] im Gehölz Sauerwiesen ein und wird dort von drei Einzelquellen gespeist.[LUBW 6] Abfluss in der folgenden Ackerflur längstenteils unterirdisch.
- Durchfließt auf unter 330 m ü. NHN[LUBW 1] etwa 0,5 km westlich der Hemminger Siedlungsgrenze den Damm eines schon lange verschwundenen Sees.

## Geologie
Die am häufigsten im Einzugsgebiet anstehende mesozoische Schicht im Einzugsgebiet ist der Lettenkeuper (Erfurt-Formation) auf der Hochfläche vor allem im und um dem Ortsbereich von Hemmingen, bis bei Beginn des Untertales im Nordosten von Hemmingen der Oberer Muschelkalk einsetzt, in dessen Schichthöhe der Gaichelgraben auch mündet. Der überwiegende Teil des Einzugsgebietes ist jedoch mit jüngerem Gestein überdeckt, vor allem auf den Höhen im Westen und beidseits der Ober- und Mittellaufmulde mit Lösssediment aus quartärer Ablagerung. Darunter liegen am Hang oft lösshaltige Fließerden und in abschnittsweise breitem Streifen um den Lauf holozäne Abschwemmmassen, die auch auf dem Grund einer nördlich der Spitzenhöfen im Gewann Loch beginnenden Seitenmulde liegen, die beim Gewann See in die Gaichelgraben-Mulde einmündet und in der zumindest heute kein Bach oder Graben mehr offen läuft.
Zwei kurze Störungen laufen aus dem östlichen Ortsbereich von Hemmingen südost- und nordostwärts auf die Stelle im Untertal zu, wo sich einen halben Kilometer vor seiner Mündung der Gaichelgraben etwas nach Osten wendet.

## Natur und Schutzgebiete
Das Gewann Sauerwiesen  mit dem Feldgehölz um die Rohrhofquelle ist Naturdenkmal.
Der letzte Abschnitt des Untertals von seiner Ostwendung an liegt im Landschaftsschutzgebiet Mittleres Glemstal.
Der überwiegende Teil des Einzugsgebietes liegt im Wasserschutzgebiet Schwieberdingen.

### LUBW
Amtliche Online-Gewässerkarte mit passendem Ausschnitt und den hier benutzten Layern: Lauf und Einzugsgebiet des Gaichelgrabens

Allgemeiner Einstieg ohne Voreinstellungen und Layer: Daten- und Kartendienst der Landesanstalt für Umwelt Baden-Württemberg (LUBW) (Hinweise)
1. 1 2 3 4 5  Höhe nach dem Höhenlinienbild auf dem Hintergrundlayer Topographische Karte.
2. 1 2 3  Höhe nach grauer Beschriftung auf dem Hintergrundlayer Topographische Karte.
3. 1 2  Länge nach dem Layer Gewässernetz (AWGN).
4. ↑  Einzugsgebiet nach dem Layer Basiseinzugsgebiet (AWGN).
5. ↑  Einzugsgebiet abgemessen auf dem Hintergrundlayer Topographische Karte.
6. 1 2  Schutzgebiete nach den einschlägigen Layern, Natur teilweise nach dem Layer Biotop.

### Andere Belege
1. ↑  Friedrich Huttenlocher, Hansjörg Dongus: Geographische Landesaufnahme: Die naturräumlichen Einheiten auf Blatt 170 Stuttgart. Bundesanstalt für Landeskunde, Bad Godesberg 1949, überarbeitet 1967. → Online-Karte (PDF; 4,0 MB)
2. ↑  Geologie nach den Layern zu Geologische Karte 1:50.000 auf: Mapserver des Landesamtes für Geologie, Rohstoffe und Bergbau (LGRB) (Hinweise)